# 楊熊
杨熊（？—前207年），秦朝末年将领。
秦二世三年（前207年）三月，刘邦以郦食其为广野君，郦商为将，率领陈留（今河南省开封市东南）之兵，攻打开封（今河南省开封市西南），没能攻下；于是西进，在白马县（今河南省滑县东）与杨熊会战，又在曲遇（今河南省中牟县东）东面交战，曹参、张良、樊哙、傅宽、郭蒙等人都参与作战，大败秦军。杨熊逃到荥阳（今河南省荥阳市），秦二世派使者去将他斩首示众。